# Christoffer Faarup
Christoffer Trentemøller Faarup est un skieur alpin danois, né le 28 décembre 1992 à Aarhus.

## Biographie
Il fait ses débuts en Coupe du monde en mars 2011 à Kvitfjell, un mois après son départ aux Championnats du monde de Garmisch-Partenkirchen. En Coupe du monde, il détient deux 36e places comme meilleur résultat, lors de la saison 2017-2018, en combiné à Bormio et dn super G à Kvitfjell.
Aux Jeux olympiques d'hiver de 2014, à Sotchi, il se classe 37e de la descente, 46e du super G et 34e du super combiné. Aux Jeux olympiques d'hiver de 2018, à Pyeongchang, il finit au mieux 30e sur le combiné.
Il a aussi participé aux Mondiaux en 2013, 2015, 2017 et 2019, où il obtient son meilleur résultat avec une 22e place sur la descente. Dans la Coupe d'Europe, il sugne deux top dix en descente en 2017 et 2019 avec deux neuvièmes places.
Il s'entraîne à Hobro, en Norvège, où il habite depuis qu'il a 14 ans.
Il prend sa retraite internationale en 2019, n'étant plus motivé par la compétition. Il souhaite devenir pilote.

## Palmarès

### Jeux olympiques d'hiver
| Épreuve / Édition   | Descente | Super G | Slalom géant | Slalom | Super combiné |
| JO 2014 Sotchi      | 37e      | 46e     |              |        | 34e           |
| JO 2018 Pyeongchang | 36e      | 32e     |              |        | 30e           |

### Championnats du monde
| Épreuve / Édition | Garmisch Partenkirchen 2011 | Schladming 2013 | Vail - Beaver Creek 2015 | Saint-Moritz 2017 | Åre 2019 |
| Descente          | -                           | 37e             | 38e                      | 30e               | 22e      |
| Super G           | Abandon                     | 56e             | 40e                      | 27e               | 26e      |
| Slalom géant      | -                           | 51e             | -                        | -                 | -        |
| Slalom            | -                           | Abandon         | -                        | -                 | -        |
| Combiné           | -                           | Disqualifié     | 31e                      | 26e               | Abandon  |